# Arcabuco
Arcabuco là một thị xã và đô thị ở Departamento của Colombia Boyacá, thuộc phân vùng Ricaurte.